# Brest (Słowenia)
Brest – wieś w Słowenii, w gminie Ig. W 2018 roku liczyła 365 mieszkańców.